# Dolichogyna hinei
Dolichogyna hinei är en tvåvingeart som beskrevs av Fluke 1951. Dolichogyna hinei ingår i släktet Dolichogyna och familjen blomflugor. Inga underarter finns listade i Catalogue of Life.